# Nematopogon metaxella
Nematopogon metaxella là một loài bướm đêm thuộc họ Adelidae. Nó được tìm thấy ở hầu hết châu Âu.
Sải cánh dài 15–17 mm. Con trưởng thành bay từ tháng 6 đến tháng 7.
The larvae feed in a case among detritus và leaf-litter on the ground.